# Gleichnis von den Weinbergpächtern

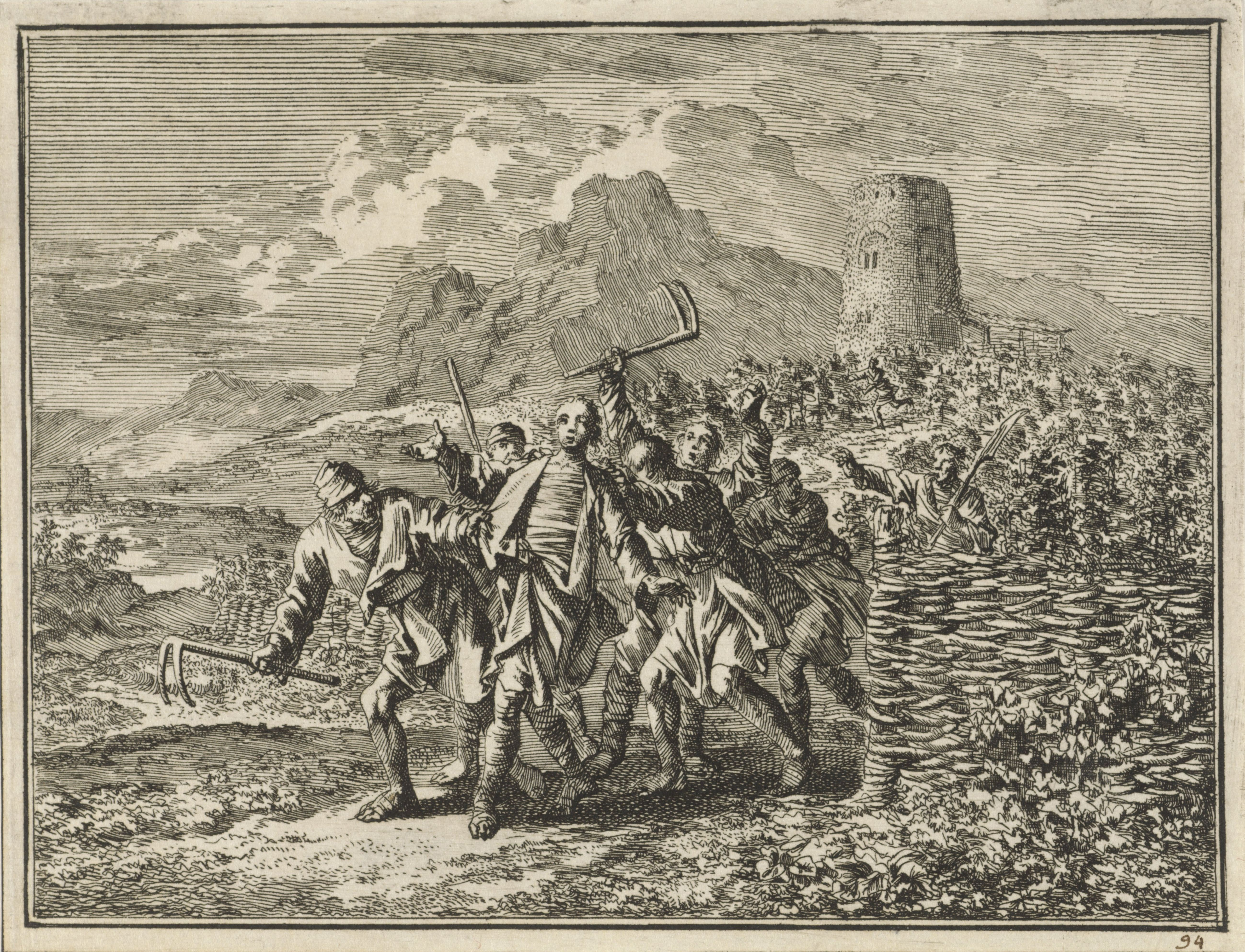
Radierung von Jan Luyken (1649–1712) zum Gleichnis

Das Gleichnis von den Weinbergpächtern oder Winzern (auch: Gleichnis von den bösen / untreuen / treulosen Weingärtnern / Winzern) ist ein Gleichnis des Jesus von Nazaret. Das apokryphe Thomasevangelium und die drei synoptischen Evangelien des Neuen Testaments (NT) überliefern den Text in verschiedenen Varianten.
Das Gleichnis wird oft in die biblisch-jüdische Tradition des Prophetenmords eingeordnet. In der traditionellen christlichen Bibelexegese diente es als Beleg für die Substitutionstheologie. Dies gilt heute als antijudaistische Fehldeutung.

## Textfassungen
Das Winzergleichnis liegt in vier Textfassungen vor. Als älteste Fassung gilt die des Thomasevangeliums, das nicht in das NT aufgenommen wurde. Diese selbständige Sammlung von teils authentischen, anfangs mündlich überlieferten Jesusworten entstand sehr früh, zum Teil noch vor der ab etwa 40 n. Chr. entstandenen Logienquelle. Als älteste der drei übrigen Fassungen gilt die des Markusevangeliums. Dieses lag gemäß der weithin anerkannten Zwei-Quellen-Theorie dem Evangelium nach Matthäus und dem Evangelium nach Lukas vor.

### Thomasevangelium
Im Logion 65 des Thomasevangeliums lautet das Gleichnis:

„Er sprach: Ein gutmütiger Mann hatte einen Weinberg. Er gab ihn Bauern, damit sie ihn bearbeiteten und er die Früchte von ihnen bekäme. Er schickte seinen Diener, damit die Bauern ihm die Frucht des Weinbergs gäben. Die Bauern ergriffen seinen Diener, schlugen ihn, und sie hätten ihn beinahe getötet. Der Diener ging davon und sagte es seinem Herrn. Sein Herr sprach: Vielleicht haben sie ihn nicht erkannt. Er schickte einen anderen Diener und die Bauern schlugen auch diesen. Nun schickte der Herr seinen Sohn. Er sprach: Vielleicht werden sie Respekt haben vor meinem Sohn. Diese Bauern, als sie erfuhren, dass er der Erbe des Weinbergs war, packten ihn und töteten ihn. Wer Ohren hat, der höre.“

Das Gleichnis bildet hier mit den Logien 63 und 64 eine Reihe, die die Nichtannahme der Botschaft Jesu vom Reich Gottes thematisiert. Im Text fehlen sämtliche auf Bibelzitate anspielenden, allegorischen und erläuternden Motive der NT-Fassungen, die dort als redaktionelle Zusätze gelten. Demnach wurde die Fassung des Thomasevangeliums von den Synoptikern unabhängig überliefert. Reinhard Nordsieck stuft sie wegen ihrer sprachlichen und formalen Schlichtheit als wahrscheinlich authentische Rede Jesu ein, die seine innerjüdischen Gegner vor seiner Tötung und vor Gottes Gericht warnte. Nur die Aufforderung am Schluss sei ein redaktioneller Zusatz, um die Hörer und Leser nach Jesu Tod auf die Folgen ihrer Nichtachtung seiner Botschaft hinzuweisen.

### Synoptische Evangelien
| Mk 12,1-12 | Mt 21,33-46 | Lk 20,9-19 |
| --- | --- | --- |
| Jesus begann zu ihnen in Gleichnissen zu reden: | Hört noch ein anderes Gleichnis: | Er erzählte dem Volk dieses Gleichnis: |
| Ein Mann legte einen Weinberg an, zog ringsherum einen Zaun, hob eine Kelter aus und baute einen Turm. Dann verpachtete er den Weinberg an Winzer und reiste in ein anderes Land.           | Es war ein Gutsbesitzer, der legte einen Weinberg an, zog ringsherum einen Zaun, hob eine Kelter aus und baute einen Turm. Dann verpachtete er den Weinberg an Winzer und reiste in ein anderes Land.              | Ein Mann legte einen Weinberg an, verpachtete ihn an Winzer und reiste für längere Zeit in ein anderes Land.                                                                                       |
| Als nun die Zeit dafür gekommen war, schickte er einen Knecht zu den Winzern, um bei ihnen seinen Anteil an den Früchten des Weinbergs holen zu lassen.                                     | Als nun die Erntezeit kam, schickte er seine Knechte zu den Winzern, um seine Früchte holen zu lassen. | Als nun die Zeit dafür gekommen war, schickte er einen Knecht zu den Winzern, damit sie ihm seinen Anteil an der Frucht des Weinbergs geben sollten.                                               |
| Sie aber packten und prügelten ihn und jagten ihn mit leeren Händen fort. | Die Winzer aber packten seine Knechte; den einen prügelten sie, den andern brachten sie um, wieder einen anderen steinigten sie.                                                                                   | Die Winzer aber prügelten ihn und jagten ihn mit leeren Händen fort. |
| Darauf schickte er einen anderen Knecht zu ihnen; und ihn schlugen sie auf den Kopf und entehrten ihn.                                                                                      | Darauf schickte er andere Knechte, mehr als das erste Mal; mit ihnen machten sie es genauso. | Darauf schickte er einen anderen Knecht; auch ihn prügelten und entehrten sie und jagten ihn mit leeren Händen fort.                                                                               |
| Als er einen dritten schickte, brachten sie ihn um. Ähnlich ging es vielen anderen; die einen wurden geprügelt, die andern umgebracht.                                                      | | Er schickte noch einen dritten Knecht; aber auch ihn schlugen sie blutig und warfen ihn hinaus. |
| Schließlich blieb ihm nur noch einer: sein geliebter Sohn. Ihn sandte er als Letzten zu ihnen, denn er dachte: Vor meinem Sohn werden sie Achtung haben.                                    | Zuletzt sandte er seinen Sohn zu ihnen; denn er dachte: Vor meinem Sohn werden sie Achtung haben. | Da sagte der Herr des Weinbergs: Was soll ich tun? Ich will meinen geliebten Sohn schicken. Vielleicht werden sie vor ihm Achtung haben.                                                           |
| Die Winzer aber sagten zueinander: Das ist der Erbe. Auf, wir wollen ihn umbringen, dann gehört sein Erbe uns.                                                                              | Als die Winzer den Sohn sahen, sagten sie zueinander: Das ist der Erbe. Auf, wir wollen ihn umbringen, damit wir sein Erbe in Besitz nehmen.                                                                       | Als die Winzer den Sohn sahen, überlegten sie und sagten zueinander: Das ist der Erbe; wir wollen ihn umbringen, damit das Erbe uns gehört.                                                        |
| Und sie packten ihn und brachten ihn um und warfen ihn aus dem Weinberg hinaus. | Und sie packten ihn, warfen ihn aus dem Weinberg hinaus und brachten ihn um. | Und sie warfen ihn aus dem Weinberg hinaus und brachten ihn um. |
| Was wird nun der Besitzer des Weinbergs tun? | Wenn nun der Herr des Weinbergs kommt: Was wird er mit jenen Winzern tun? | Was wird nun der Herr des Weinbergs mit ihnen tun? |
| Er wird kommen und die Winzer vernichten und den Weinberg anderen geben. | Sie sagten zu ihm: Er wird diese bösen Menschen vernichten und den Weinberg an andere Winzer verpachten, die ihm die Früchte abliefern, wenn es Zeit dafür ist.                                                    | Er wird kommen und diese Winzer vernichten und den Weinberg anderen geben. Als sie das hörten, sagten sie: Das darf nicht geschehen!                                                               |
| Habt ihr nicht das Schriftwort gelesen: Der Stein, den die Bauleute verworfen haben, er ist zum Eckstein geworden; vom Herrn ist das geschehen und es ist wunderbar in unseren Augen?       | Und Jesus sagte zu ihnen: Habt ihr nie in der Schrift gelesen: Der Stein, den die Bauleute verworfen haben, / er ist zum Eckstein geworden; / vom Herrn ist das geschehen / und es ist wunderbar in unseren Augen? | Da sah Jesus sie an und sagte: Was bedeutet dieses Schriftwort: Der Stein, den die Bauleute verworfen haben, / er ist zum Eckstein geworden?                                                       |
| | Darum sage ich euch: Das Reich Gottes wird euch weggenommen und einem Volk gegeben werden, das die Früchte des Reiches Gottes bringt.                                                                              | Jeder, der auf diesen Stein fällt, wird zerschellen; auf wen der Stein aber fällt, den wird er zermalmen.                                                                                          |
| Daraufhin hätten sie Jesus gern verhaften lassen; aber sie fürchteten die Menge. Denn sie hatten gemerkt, dass er mit diesem Gleichnis sie meinte. Da ließen sie ihn stehen und gingen weg. | Als die Hohepriester und die Pharisäer seine Gleichnisse hörten, merkten sie, dass er von ihnen sprach. Sie suchten ihn zu ergreifen; aber sie fürchteten die Menge, weil sie ihn für einen Propheten hielt.       | Die Schriftgelehrten und die Hohepriester hätten gern noch in derselben Stunde Hand an ihn gelegt; aber sie fürchteten das Volk. Denn sie hatten gemerkt, dass er sie mit diesem Gleichnis meinte. |

Die späteren Evangelisten haben die Markusvorlage zum großen Teil wörtlich übernommen und nur etwas abgewandelt:
- Wie Mk (11,27) nennt Mt (21,23.45) die Tempelpriester und Ältesten Israels als Adressaten dieser Gleichnisrede Jesu, Lk (20,1.9) zudem das „Volk“.
- Mt konkretisiert das Subjekt „Mann“ (wörtlich „Mensch“) im Anfangssatz zum „Gutsbesitzer“ (wörtlich „Hausherr“). Lk übernahm den „Mann“, ließ aber „Zaun“, „Kelter“ und „Turm“ weg und ergänzte dafür die Dauer der Auslandsreise.
- Mt lässt den Gutsbesitzer schon zu Beginn mehrere Knechte senden. Diese werden nicht nur geschlagen und getötet, sondern auch gesteinigt. Das wiederholt sich bei weiteren Knechten. Lk überliefert Besuche von drei einzelnen Knechten. Sie werden bei ihm nicht getötet, aber erst geschlagen und fortgeschickt, dann misshandelt, dann verwundet und hinausgestoßen.
- In allen Versionen fassen die Winzer beim Sohn und Erben des Weinbergbesitzers zuerst einen Tötungsbeschluss. Diesen führen sie bei Mk sofort aus und werfen dann die Leiche hinaus. Mt und Lk kehren die Abfolge um: Zuerst wird der Sohn aus dem Weinberg hinausgeworfen, dann getötet.
- Auf Jesu Frage nach der Reaktion des Weinbergbesitzers lässt Mt die Zuhörer selbst antworten und ergänzt die Antwort um andere Pächter, die die Ernte später abliefern würden. Dann identifiziert Jesus den Weinberg mit dem „Reich Gottes“ und die „anderen“ mit einem „Volk“, das die künftige Ernte übergeben werde. Lk ergänzt die entsetzte Reaktion der Hörer, wörtlich „Das sei ferne!“
- In allen Versionen folgt auf das Gleichnis Jesu Bildwort vom „Eckstein“, ein Zitat von Ps 118,22f. EU. Lk kürzt das Psalmzitat und ergänzt dafür ein zweites, aus Jes 8,14f. EU und Dan 2,34.44 EU kombiniertes Zitat zum Zerschellen des Steins.[5]
- Nur bei Mk gehen die Zuhörer zum Schluss fort. Bei allen drei Synoptikern (Mk 12,13-17; Mt 22,15-22; Lk 20,20-26) folgt die Fangfrage der Priester und Schriftgelehrten nach Jesu Stellung zur Kaisersteuer. In allen Versionen folgen den Gleichnisreden und Streitgesprächen Jesu in Jerusalem die Tötungspläne seiner dortigen Gegner.

## Biblischer Hintergrund
Der Weinberg ist im Tanach, der hebräischen Bibel, ein Bild für das von JHWH erwählte Gottesvolk Israel, so im poetischen „Weinberglied“ des Propheten Jesaja in Jes 5,1-7 . Prophetische Reden der Bibel begründen die Gerichtsansage gegen bestimmte oder alle Israeliten oft gerade mit Israels Erwählung zum Gottesvolk, die es zum Einhalten der Tora verpflichte. Sie beinhalten und meinen aber keine endgültige Verstoßung und keinen Verlust dieser Erwählung, da sie JHWH einen Neuanfang zutrauen.
Das Winzergleichnis spielt mit den Motiven vom Anlegen des Weinbergs, Zaun, Turm und Kelter in Mk 12,1 deutlich auf Jesajas Weinberglied an: Dies ist Konsens in der NT-Exegese, nicht aber die Gleichsetzung des Weinbergbesitzers bei den Synoptikern mit dem Gott Israels.

## Antijudaistische Deutungen
Im 2. Jahrhundert erlangten Heidenchristen gegenüber Judenchristen die Mehrheit im Christentum. Sie deuteten das Gleichnis seitdem kontinuierlich im Sinne der Substitutionstheologie: Die Juden seien kollektiv und dauerhaft Schuld an Jesu Tod (siehe Gottesmord) und hätten darum Gottes Erwählung zum Volk Gottes verloren. Die Kirche sei das „neue“ oder „wahre“ Volk Gottes, dem Gott die Verheißungen an Israel übergeben oder vererbt habe.
Diese ersatztheologische Lesart vertraten viele christliche Exegeten auch nach dem Holocaust. Wegen der Anspielung von Mk 12,1 auf das Weinberglied in Jes 5 identifizierten sie den Weinbergbesitzer im Gleichnis meist mit Israels Gott. Folglich verstanden sie die Pächter allegorisch als Bild für die Regenten und Führer des damaligen Judentums, die vom Besitzer ausgesandten Knechte als die biblischen Propheten und den einzigen „geliebten Sohn“ (Mk 12,6) als Jesus Christus, den das NT als Sohn Gottes bezeichnet. Die Strafe des Besitzers verstanden sie dann wie die antijudaistische Tradition als „Verwerfung“ Israels, die „anderen“ Weinbergerben als die christliche Kirche. Diese Deutung vertrat unter anderen Joachim Jeremias (1947). Dabei unterschied er die synoptischen Versionen von einem ursprünglichen Jesusgleichnis, zu dem er Mk 12,1-9 ohne Bezug auf Jes 5 zählte. Jesu Aussageabsicht paraphrasierte er so:

„Ihr, die Pächter des Weinbergs und Führer des Volkes, habt [meine Botschaft] nicht gewollt, habt Widersetzlichkeit gegen Gott auf Widersetzlichkeit gehäuft! Auch den letzten Gottesboten weist ihr ab! Das Maß ist voll! Darum wird Gottes Weinberg 'anderen' gegeben…“

Damit habe Jesus die Armen (griechisch ptochoi) als primäre Adressaten seiner Botschaft (Lk 4,18; Mt 5,3) gemeint. Diese identifizierte Jeremias jedoch mit den „Sündern“, die Buße tun: Sie bildeten die „Knechtsgestalt der Heilsgemeinde“ im Kontrast zu den „Frommen“ (den Tora-treuen Juden), „die zu gut von sich selbst denken“. Als „Widersetzlichkeit“ verstand er die Abweisung der Gottesboten inklusive Jesu in Israel. Im Ergebnis deutete er also schon den vermuteten historischen Gleichniskern als Anklage gegen das Judentum und bezog die „anderen“ auf die christliche Kirche, machte den historischen Jesus also zum Begründer ihrer Ersatztheologie.
Der Neutestamentler Wolfgang Trilling stützte sich in seiner Dissertation (1959) dazu besonders auf die Gleichnisversion bei Mt und auf den Vers Mt 21,43 von einem anderen „Volk“: Damit könne nicht mehr das auserwählte Israel, sondern nur noch die Kirche gemeint sein. Denn im Winzergleichnis nach Mt gehe es um „die Schuld Israels“ und sein Verhältnis zum Reich Gottes: Dieses habe Gott ihm anfangs gewährt, dann aber wieder „entzogen“. Auch laut Ulrich Luz (2016) vertritt Matthäus mit dem Winzergleichnis eine kollektive Verwerfung Israels als Gottesvolk.
Laut Odil Hannes Steck machten schon das Deuteronomistische Geschichtswerk des Tanach und dessen Rezipienten im Judentum ganz Israel für ein ständiges gewaltsames Geschick der Propheten verantwortlich. Somit richte sich auch das Winzergleichnis im NT „gegen das Judentum als solches und ganzes“. Dieses sei für Mt seit der Zerstörung des Jerusalemer Tempels im Jahr 70 „definitiv gerichtet“.

## Heutige Auslegungen
Bis 1970 widersprachen in Deutschland nur die Neutestamentler Rolf Walker und Franz Mußner der antijudaistischen Gleichnislesart. Hubert Frankemölle kam seit etwa 1980 durch das Studium jüdischer Schriften, die kurz vor oder zeitlich parallel zum Urchristentum entstanden, zu einer genauen Exegese des Matthäusevangeliums:
- „Israel“ ist bei Mt kein einheitliches Kollektiv und kein Adressat der Verkündigung Jesu. Er redet „Israel“ dort nie direkt an; auch sein Handeln bezieht sich nirgends auf Israel insgesamt.
- „Das Volk“ oder „die Volksscharen“ sind bei Mt durchgehend positiv konnotiert und von den damaligen Führungsgruppen des Judentums unterschieden. Diese repräsentieren bei Mt nicht das ganze Volk. Die handelnden Figuren reagieren sehr verschieden auf Jesus.
- Im Anschluss an die hebräische Bibel (etwa Num 27,17; 1 Kön 22,17; Ez 34,5-8 und öfter) stellt Mt das jüdische Volk bildhaft als „Schafe ohne Hirten“ dar (Mt 9,36). Dass er Jesus als seinen einzigen, wahren Hirten verkündet (Mt 2,6), beinhaltet daher wie das erste der Zehn Gebote eine Entmachtung der jüdischen und christlichen religiösen Autoritäten.
- Auch Jesu Gerichtsansagen richten sich bei Mt nie gegen ganz Israel als „Unheilskollektiv“, sondern appellieren immer an die individuelle Verantwortung der Hörer.
- So richtet sich auch die Polemik über die Pharisäer (Mt 23) nicht gegen diese, sondern an die „Volksscharen und seine Jünger“ (23,1), also auf der Textebene des Mt an die christlichen Leser und Hörer seines Evangeliums.
- Laut Mt 25,31-46 entscheidet Jesus erst bei seiner Wiederkunft endgültig über Heil oder Unheil aller Menschen, Juden und Christen.
- Demgemäß war die Tempelzerstörung des Jahres 70 laut Mt 27,25 ein auf die jüdischen Zeitgenossen Jesu in Jerusalem begrenztes vergangenes Strafgericht Gottes für die Ablehnung Jesu, keine endgültige Verdammung aller Juden.
- Laut Mt 28,15 ist die Auferstehung Jesu Christi ein Zeichen auch für Juden und Anlass zur Nachfolge Jesu. Somit hat das Judentum auch danach eine Zukunft.
- Mt macht Jesu Tora-Auslegung für alle Nachfolger verbindlich (Mt 5,17) und zum Teil ihres universalen Missionsauftrags (Mt 28,19f.), setzt also die Weitergeltung der Tora voraus.

Dieser Kontext bestimmt, so Frankemölle, auch das synoptische Winzergleichnis:
- Dort ist und bleibt der Weinberg anders als in Jes 5,1  nicht unfruchtbar. Das sind hier nur die gewalttätigen Pächter.
- Jesus unterscheidet im Gleichnis die angeredeten Volksscharen (Mt 21,33) von den ebenfalls angeredeten Hohepriestern und Schriftgelehrten (Mt 21,45). Nur letztere redet er in Mt 21,43 als die an, denen Gottes Reich weggenommen werde.
- Das Volk, dem es gegeben werde, wird nur durch das Bringen der Erntefrüchte definiert. Daran sind laut Mt 7,16 die zu erkennen, die Jesu Tora-Auslegung in der Bergpredigt (Mt 5-7) erfüllen.
- Auch sonst macht Mt durchweg (Mt 7,21-23; 12,46-50; 15,21-28 und öfter) einzig das am Reich Gottes orientierte wirksame Praktizieren des Willens Gottes zum Maßstab. „Volk“ in Mt 21,43 meint also weder nur Christen noch überhaupt ein bestimmtes religiöses oder ethnisches Kollektiv, sondern die Menschen, die im Urteil Gottes Jesu Tora-Auslegung erfüllen.

Daraus folgerte Frankemölle: „Das Gleichnis impliziert keine antijüdische Tendenz, wohl enthält es eine innerjüdische Kritik gegen die sogenannten Führer des Volkes.“ Matthäus könne daher unmöglich als Stammvater der späteren Sukzessionstheorie ausgegeben werden, wonach die Kirche das Gottesvolk Israel abgelöst habe. Diese Theorie hätten Nichtjuden erst durch ihre antijudaistische Interpretation und Rezeption der Evangelien geschaffen.